# Segunda División 1976-1977 (Spagna)
L'edizione 1976-77 della Segunda División fu il quarantaseiesimo campionato di calcio spagnolo di seconda divisione. Il campionato vide la partecipazione di 20 squadre raggruppate in un unico gruppo. Le prime tre della classifica furono promosse in Primera División mentre le ultime quattro furono retrocesse in Segunda División B.

## Classifica finale
|  |     | Classifica 1976-77  | Pt | G  | V  | N  | P  | GF | GS | DR  |
|  | --- | ------------------- | -- | -- | -- | -- | -- | -- | -- | --- |
|  | 1.  | Sporting Gijón      | 47 | 38 | 18 | 11 | 9  | 62 | 35 | +27 |
|  | 2.  | Cadice              | 46 | 38 | 17 | 12 | 9  | 60 | 42 | +18 |
|  | 3.  | Rayo Vallecano      | 45 | 38 | 17 | 11 | 10 | 46 | 34 | +12 |
|  | 4.  | Real Jaén           | 43 | 38 | 15 | 13 | 10 | 42 | 32 | +10 |
|  | 5.  | Real Oviedo         | 43 | 38 | 18 | 7  | 13 | 48 | 43 | +5  |
|  | 6.  | Tenerife            | 40 | 38 | 15 | 10 | 13 | 48 | 48 | 0   |
|  | 7.  | Terrassa            | 40 | 38 | 13 | 14 | 11 | 44 | 34 | +10 |
|  | 8.  | Alavés              | 40 | 38 | 14 | 12 | 12 | 57 | 42 | +15 |
|  | 9.  | Recreativo Huelva   | 38 | 38 | 14 | 10 | 14 | 42 | 50 | -8  |
|  | 10. | Granada             | 36 | 38 | 14 | 8  | 16 | 42 | 39 | +3  |
|  | 11. | Deportivo La Coruña | 36 | 38 | 11 | 14 | 13 | 40 | 50 | -10 |
|  | 12. | Real Valladolid     | 36 | 38 | 14 | 8  | 16 | 57 | 56 | +1  |
|  | 13. | Getafe              | 35 | 38 | 12 | 11 | 15 | 37 | 48 | -11 |
|  | 14. | Castellón           | 35 | 38 | 14 | 7  | 17 | 46 | 45 | +1  |
|  | 15. | Córdoba             | 35 | 38 | 10 | 15 | 13 | 39 | 45 | -6  |
|  | 16. | Calvo Sotelo        | 34 | 38 | 14 | 6  | 18 | 39 | 56 | -17 |
|  | 17. | Pontevedra          | 34 | 38 | 10 | 14 | 14 | 34 | 44 | -10 |
|  | 18. | Levante             | 34 | 38 | 12 | 10 | 16 | 47 | 61 | -14 |
|  | 19. | Sant Andreu         | 33 | 38 | 10 | 13 | 15 | 39 | 52 | -13 |
|  | 20. | Barcellona Atlètic  | 30 | 38 | 10 | 10 | 18 | 39 | 52 | -13 |

## Verdetti
- Sporting Gijón,  Cadice e  Rayo Vallecano promosse in Primera División 1977-1978.
- Pontevedra,  Levante,  Sant Andreu e  Barcellona Atlètic retrocesse in Segunda División B 1977-1978.